# Erik Knudsen
Erik Knudsen (Toronto, Ontario; 25 de marzo de 1988) es un actor canadiense, más conocido por haber interpretado a Daniel Matthews en la película de terror Saw II y a Robbie Mercer en Scream 4. Otros proyectos incluye la serie de televisión de CBS Jericho en el papel de Dale Turner.

## Carrera
Ha aparecido en varias películas y en especiales en televisión, principalmente en Canadá. En 2000 se inició en una pequeña parte de la película Tribulation. En 2001 fue estrella invitada en The Guardian y luego apareció en otros tres episodios. Fue nominado a un Young Artist Award por su mejor actuación. En 2003 comenzó a interpretar el papel principal de Donovan MacKay, en la serie de comedia de niños Mental Block . El último episodio se emitió el 1 de noviembre de 2004.
Ha aparecido en Saw II como Daniel Matthews. Retrató a Dale Turner en Jericho. Hizo una aparición en Bon Cop, Bad Cop y recientemente apareció en un episodio de Flashpoint.
Coprotagonizó en las adaptaciones cinematográficas de Youth in Revolt y Scott Pilgrim vs. the World como Luke "Crash" Wilson. Ambas películas fueron exhibidas en 2010. Apareció en Beastly, basada en la novela de 2007 de Alex Flinn, publicado el 4 de marzo de 2011. Interpretó a Robbie en Scream 4 (2011) . Su actuación más reciente es en la serie basada en el libro de Stephen King, estrenada el 22 de junio de 2017, "The Mist" ("La Niebla"), conocido como uno de los trabajadores de la tienda de videojuegos del centro comercial.

## Filmografía
| Año       | Título                                  | Papel                  | Notas                                                              |
| --------- | --------------------------------------- | ---------------------- | ------------------------------------------------------------------ |
| 1999      | Real Kids, Real Adventures              | Alex Schreffler        | Episodio: "Heimlich Hero: The Michelle Shreffler Story"            |
| 2000      | Tribulation                             | Young Tom Canboro      |                                                                    |
| 2000      | Common Ground                           | Young Johnny Burroughs | TV movie                                                           |
| 2000      | In a Heartbeat                          | Jason                  | Episodio: "You Say It's Your Birthday"                             |
| 2000      | Santa Who?                              | Nasty Boy              | TV movie                                                           |
| 2001      | Blackout                                | Ian Robbins            | TV movie                                                           |
| 2001      | The Familiar Stranger                   | Young Chris Welsh      | TV movie                                                           |
| 2001      | Doc                                     | Mitch                  | Episodio: "First Impressions" Episodio: "No Time Like the Present" |
| 2001      | Stolen Miracle                          | Tommy                  | TV movie                                                           |
| 2001      | The Guardian                            | Hunter Reed            | Episodio: "Reunion" Episode: "Home"                                |
| 2002      | The Guardian                            | Hunter Reed            | Episodio: "The Beginning"                                          |
| 2003      | Full-Court Miracle                      | TJ Murphy              | TV movie                                                           |
| 2003–2004 | Mental Block                            | Donovan Mackay         | 26 episodios                                                       |
| 2004      | Blue Murder                             | Jake Green             | Episodio: "Janet Green"                                            |
| 2005      | Kevin Hill                              | Ryan Stallinger        | Episodio: "Losing Isn't Everything"                                |
| 2005      | The Prize Winner of Defiance, Ohio      | Rog Ryan at 13 years   |                                                                    |
| 2005      | Saw II                                  | Daniel Matthews        |                                                                    |
| 2006      | Booky Makes Her Mark                    | Arthur Thomson         | TV movie                                                           |
| 2006      | Bon Cop, Bad Cop                        | Jonathan Ward          |                                                                    |
| 2006      | A Lobster Tale                          | Timmy Brock            |                                                                    |
| 2006–2008 | Jericho                                 | Dale Turner            | 17 episodios                                                       |
| 2008      | A Teacher's Crime                       | Jeremy Rander          | TV movie                                                           |
| 2008      | Flashpoint                              | Jackson Barcliffe      | Episodio: "The Element of Surprise"                                |
| 2008      | Saw V                                   | Daniel Matthews        |                                                                    |
| 2009      | Youth in Revolt                         | Leroy "Lefty"          |                                                                    |
| 2010      | Scott Pilgrim vs. the World             | Luke "Crash" Wilson    |                                                                    |
| 2011      | Beastly                                 | Trey Madison           |                                                                    |
| 2011      | Scream 4                                | Robbie Mercer          |                                                                    |
| 2012      | Continuum                               | Alec Sadler            | 36 Episodios                                                       |
| 2014      | Client Seduction (Seducción Fatal (TV)) | Denis                  |                                                                    |
| 2017      | The Mist                                | Vic                    | 8 Episodios                                                        |